# Richard Morris (archéologue)
Pour les articles homonymes, voir Richard Morris et Morris.
Richard Keith Morris OBE (8 octobre 1947) est un archéologue et historien britannique. Il se spécialise dans l'archéologie des églises et des champs de bataille. Depuis les années 1970, il a travaillé chez plusieurs universités britanniques, dont l'université de York, l'université de Leeds et l'université de Huddersfield. Il a aussi occupé plusieurs postes notables dans la communauté archéologique britannique : il est directeur du Council for British Archaeology de 1991 à 1999 et a été commissaire de l'organisme English Heritage.

## Biographie
Richard Morris naît le 8 octobre 1947.
Le 1er janvier 2003, il est fait officier de l'Ordre de l'Empire britannique pour ses services rendus à l'archéologie
Il rejoint l'université de Huddersfield en décembre 2010.

## Œuvres
- Cathedrals and Abbeys of England and Wales, 1979, W W Norton & Co, Inc.  (ISBN 0393012816)
- The Church in British Archaeology, 1983, Council for British Archaeology.  (ISBN 9780906780176)
- Churches in the Landscape, 1989, Phoenix.  (ISBN 0460860143)
- Guy Gibson, 1994, Penguin.  (ISBN 0670828785)
- Cheshire: The Biography of Leonard Cheshire VC OM, 2000, Penguin.  (ISBN 9780670867356)
- Breaching the German Dams, 2008, RAF Museum
- Time's Anvil, 2012, Phoenix.  (ISBN 1780222440)
- The Archaeology of English Battlefields: Conflict in the Pre-industrial Landscape, 2012, Council for British Archaeology.  (ISBN 9781902771885)